# Редовне линије ЛОТ-а
Ово је списак свих одредишта до којих Пољска авио-компанија ЛОТ Полиш ерлајнс лети на својим редовним линијама.

## Азија
- Израел
  - Тел Авив (Аеродром Тел Авив)
- Кина
  - Пекинг (Аеродром Пекинг)
- Либан
  - Бејрут (Аеродром Бејрут) [сезонски]

## Европа
- Аустрија
  - Беч (Аеродром Беч)
- Белорусија
  - Минск (Аеродром Минск)
- Белгија
  - Брисел (Аеродром Брисел)
- Бугарска
  - Софија (Аеродром Софија)
- Грчка
  - Атина (Аеродром Атина)
- Данска
  - Копенхаген (Аеродром Каструп)
- Естонија
  - Талин (Аеродром Талин)
- Ирска
  - Даблин (Аеродром Даблин)
- Италија
  - Венеција (Аеродром Венеција)
  - Милано (Аеродром Малпенса)
  - Рим (Аеродром Леонардо да Винчи)
  - Торино (Аеродром Торино)
- Кипар
  - Ларнака (Аеродром Ларнака)
- Летонија
  - Рига (Аеродром Рига)
- Литванија
  - Вилњус (Аеродром Вилљњус)
- Мађарска
  - Будимпешта (Аеродром Будимпешта)
- Немачка
  - Берлин (Аеродром Тегел)
  - Диселдорф (Аеродром Диселдорф)
  - Минхен (Аеродром Минхен)
  - Франкфурт (Аеродром Франкфурт)
  - Хамбург (Аеродром Хамбург)
  - Хановер (Аеродром Хановер)
  - Штутгарт (Аеродром Штутгарт)
- Норвешка
  - Осло (Аеродром Гардермонен)
- Пољска
  - Варшава (ААеродром Фредерик Шопен Варшава)
  - Бидгошч (АИгнаци Јан Падеревски Бидгошч)
  - Вроцлав (ААеродром Никола Коперник Вроцлав)
  - Гдањск (Аеродром Лех Валенса Гдањск)
  - Жешов (Аеродром Жешов)
  - Зиелона Гора (Аеродром Зиелона Гора)
  - Катовице (Аеродром Катовице)
  - Краков (Аеродром Јован Павле II Краков)
  - Лођ (Аеродром Владислав Рејмонт Лођ
  - Познањ (Аеродром Хенрик Вијењавски Познањ)
  - Шчећин (Аеродром „Солидарност“ Шчећин)
- Румунија
  - Букурешт (Аеродром Хенри Коанда)
- Русија
  - Калињинград (Аеродром Калињинград)
  - Москва (Аеродром Шереметјево)
  - Санкт Петербург (Аеродром Пулково)
- Словенија
  - Љубљана (Аеродром Љубљана)
- Турска
  - Истанбул (Аеродром Ататурк)
- Уједињено Краљевство
  - Лондон (Аеродром Хитроу)
- Украјина
  - Кијев (Аеродром Бориспил)
  - Лавов (Аеродром Лавов)
  - Одеса (Аеродром Одеса)
- Финска
  - Хелсинки (Аеродром Хелсинки)
- Француска
  - Лион (Аеродром Лион)
  - Ница (Аеродром Ница)
  - Париз (Аеродром Шарл де Гол)
- Холандија
  - Амстердам (Аеродром Схипхол)
- Чешка
  - Праг (Аеродром Праг)
- Швајцарска
  - Женева (Аеродром Женева)
  - Цирих (Аеродром Цирих)
- Шведска
  - Стокхолм (Аеродром Арланда)
- Шпанија
  - Барселона (Аеродром Барселона)
  - Мадрид (Аеродром Мадрид)

## Северна Америка
- Канада
  - Торонто (Аеродром Пирсон)
- Сједињене Државе
  - Њуарк (Аеродром Њуарк)
  - Њујорк (Аеродром Џон Ф. Кенеди)
  - Чикаго (Аеродром О'Харе)